# Марек Абрамович
Марек Артур Абрамович (нар. 1945) — польський астрофізик, автор понад 200 наукових праць у галузі загальної теорії відносності, астрофізики високих енергій, теорії акреції, чорних дір, фігур рівноваги зір.

## Біографія

### Походження та освіта
Народився в Хелмі 6 червня 1945 року. Дитинство та юність провів у Гданську, де закінчив 9-й загальноосвітній ліцей. Навчаючись в ліцеї, був фіналістом олімпіади з математики та посів друге місце в олімпіаді з астрономії. Потім вивчав математику та астрономію у Вроцлавському університеті, де здобув ступінь магістра в 1968 році.

### Наукова діяльність
Після закінчення навчання протягом року працював асистентом Анджея Гуланіцького в Математичному інституті Вроцлавського університету. Однак він вирішив продовжити наукову кар'єру в галузі фізики і переїхав до Варшави. В 1974 році у Варшавському університеті захистив дисертацію доктора філософії з теоретичної фізики. Його науковим керівником був Анджей Траутман.
Багато років працював в Астрономічному центрі Миколая Коперника Польської академії наук у Варшаві, один рік у Стенфордському університеті в Каліфорнії та два роки в Техаському університеті в Остіні. З 1981 року протягом багатьох років проводив дослідження та читав лекції в групі під керівництвом британського космолога Денніса Шіами: спочатку в Оксфордському університеті в Англії, а пізніше в SISSA у Трієсті в Італії.
У 1990—1994 роках він був професором Північного інституту теоретичної фізики у Копенгагені. З 1993 року працює в Гетеборзькому університеті та Технологічному університеті Чалмерса у Швеції, де очолює кафедру астрофізики. У 2004 році був номінований Президентом Республіки Польща на польське професорське звання. Як запрошений професор працює в Астрономічному центрі імені Миколая Коперника у Варшаві.
У 1980-х роках писав для польського журналу Kultura, що видавався в Парижі. Численні популярні статті Абрамовича були опубліковані в польських журналах Світ науки, Уранія, Дельта, американських Scientific American, American Journal of Physics, шведському Дослідження та прогрес та інших журналах. Він також пише науково-популярні статті, наприклад, про люстрацію німецької інтелігенції, здійснену в 1933 році урядом Адольфа Гітлера, і внаслідок цього крах німецької математики та фізики, про дату смерті Ісуса на хресті, про історію дзвонів з Маріацької вежі, а в «Газеті Виборчій» також про астрологію. Читає багато науково-популярних лекцій.

### Особисте життя
Одружений з Генрикою Козіцькою, має двох дітей: доньку Вероніку та сина Томаша.

## Нагороди
- 2000 — Лицарський хрест Ордена Заслуг перед Республікою Польща «за видатні заслуги в розвитку польсько-шведської наукової співпраці»[6]
- 2007 — шведська премія Сікстена Геймана, яку кожні три роки присуджує Гетеборзький університет по черзі літератору та вченому.